# Arteria vaginalis

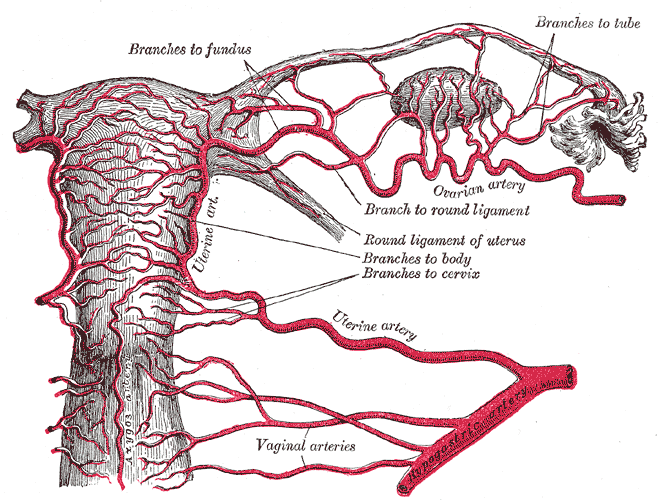
Gebärmuttergefäße der Frau

Die Arteria vaginalis („Scheidenarterie“) ist eine Schlagader der Bauchhöhle und das Hauptversorgungsgefäß der Vagina des Menschen und der Vagina anderer Säugetiere. Sie entsendet auch Äste an den Scheidenvorhof, den Mastdarm und die Harnblase. 
Beim Menschen entspringen zumeist beidseitig zwei bis drei Arteriae vaginales aus der Arteria iliaca interna. Bei Paarhufern entspringt die Arteria vaginalis ebenfalls aus der Arteria iliaca interna, bei Pferden und Raubtieren dagegen aus der Arteria pudenda interna. Der Harnblasenzufluss der Scheidenarterie ist die Arteria vesicalis caudalis, der Mastdarmzufluss die Arteria rectalis media. Zudem entsendet die Arteria vaginalis auch regelmäßig einen Ast an die Gebärmutter (Ramus uterinus), bei Raubtieren sogar den Hauptzufluss, der entsprechende Endast stellt also die Arteria uterina dar. In der Tieranatomie wird die Arteria vaginalis der Arteria prostatica der männlichen Tiere homolog gesetzt.